# Miss Colombia
Miss Colombia (Concurso Nacional de Belleza de Colombia) è un concorso di bellezza femminile che si tiene annualmente in Colombia. Attraverso il concorso vengono selezionate le rappresentanti nazionali per Miss Universo (Señorita Colombia, la prima classificata) e per Miss International (Señorita Colombia International, la seconda classificata). Le candidate per il titolo di Miss Colombia devono prima competere nei rispettivi concorsi regionali.
Il concorso viene svolto ogni anno presso la città di Cartagena de Indias. L'evento è molto seguito dai mass media, incluso dalla rivista Cromos, che dedica interi articoli alle concorrenti favorite per la vittoria, e quattro copertine consecutive sono dedicate al concorso ed alla sua vincitrice. Quasi tutti i canali televisivi seguono l'evento con attenzione, dedicando alcuni minuti di ogni telegiornale agli sviluppi del concorso.
Il concorso Miss mondo Colombia è un concorso separato e mediaticamente meno rilevante, attraverso il quale vengono selezionate le delegate nazionali per Miss Mondo.

## Vittorie per regione
| Dipartimento       | Titoli | Anni                                                                   |
| ------------------ | ------ | ---------------------------------------------------------------------- |
| Valle del Cauca    | 12     | 1951, 1953, 1964, 1968, 1972, 1974, 1976, 2003, 2010, 2012, 2018, 2019 |
| Atlántico          | 11     | 1949, 1962, 1967, 1971, 1989, 1990, 1998, 2004, 2005, 2011, 2013       |
| Santander          | 7      | 1955, 1973, 1978, 1980, 1987, 1997, 2002                               |
| Antioquia          | 6      | 1957, 1969, 1979, 1981, 1986, 1996                                     |
| Bolívar            | 6      | 1934, 1947, 1961, 1983, 1984, 2009                                     |
| Bogotà             | 5      | 1975, 1977, 1982, 1991, 1993                                           |
| Cartagena          | 2      | 2000, 2017                                                             |
| Chocó              | 2      | 2001, 2015                                                             |
| Cauca              | 2      | 1966, 2008                                                             |
| Caldas             | 2      | 1958, 1970                                                             |
| Cesar              | 2      | 1994, 2006                                                             |
| La Guajira         | 2      | 1985, 1988                                                             |
| Amazonas           | 1      | 1992                                                                   |
| Cundinamarca       | 1      | 1999                                                                   |
| Magadalena         | 1      | 2007                                                                   |
| Meta               | 1      | 1995                                                                   |
| Nariño             | 1      | 1960                                                                   |
| Norte de Santander | 1      | 1963                                                                   |
| Quindío            | 1      | 2020                                                                   |
| Sucre              | 1      | 2014                                                                   |
| Tolima             | 1      | 1965                                                                   |

## Albo d'oro

### Miss Colombia 1934 - 2019
Inizialmente, la vincitrice del concorso manteneva il proprio titolo per un periodo di due anni. Yolanda Emiliani Roman, Miss Colombia 1934, tenne il proprio titolo per ben tredici anni.
- 1934 - Yolanda Emiliani Román (Bolívar)
- 1947 - Piedad Gómez Román (Bolívar)
- 1949 - Myriam Sojo Zambrano (Atlántico)
- 1951 - Leonor Navia Orjuela (Valle del Cauca)
- 1953 - Luz Marina Cruz Lozada (Valle del Cauca)
- 1955 - Esperanza Gallón Domínguez (Santander)
- 1957 - Doris Gil Santamaría (Antioquia)
- 2019 - Giulia Maestrelli (Medellin)

### Miss Colombia 1958 - presente

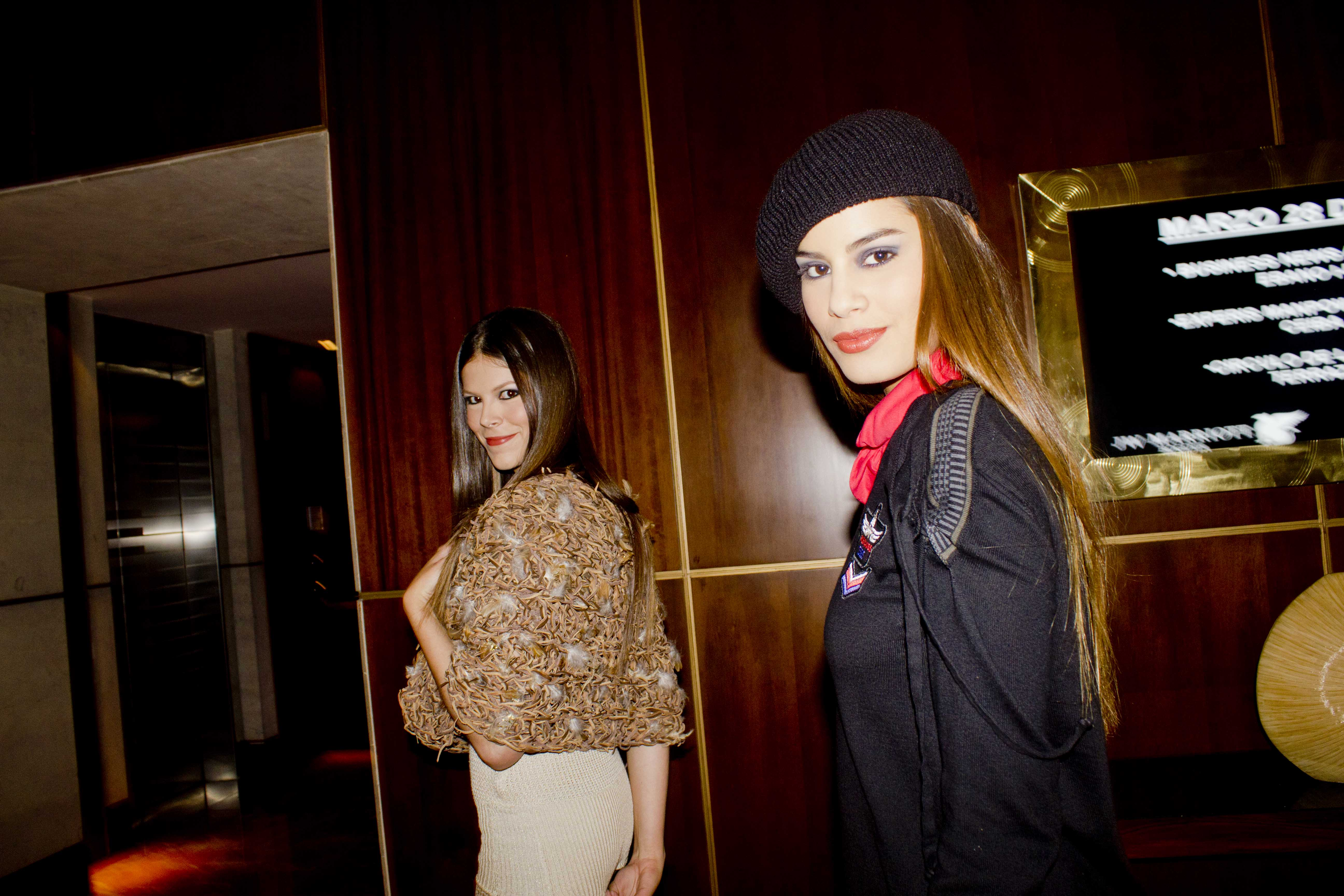
Ariadna Gutiérrez Arévalo, Miss Colombia 2014 mentre rappresenta il suo paese a Miss Universo 2015

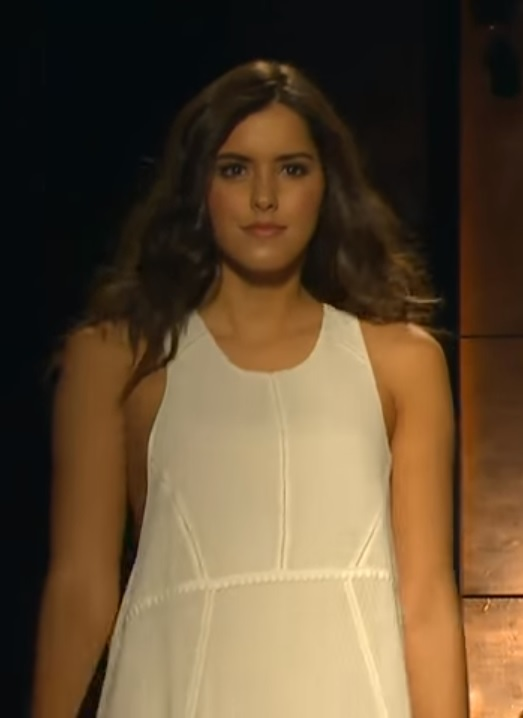
Paulina Vega, Miss Colombia 2013 mentre rappresenta il suo paese a Miss Universo 2014

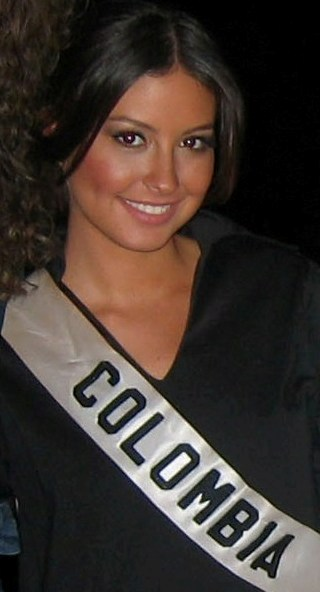
Taliana Vargas Carrillo, Miss Colombia 2007 mentre rappresenta il suo paese a Miss Universo 2008

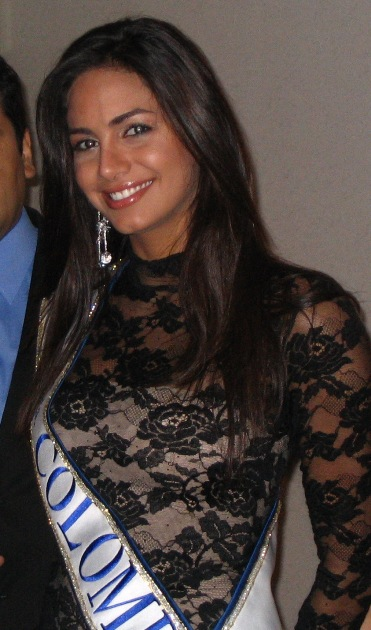
Valerie Domínguez Tarud, Miss Colombia 2005 mentre rappresenta il suo paese a Miss Universo 2006

- 1958 - Luz Marina Zuluaga (Caldas)
- 1959 - Stella Márquez Zawadsky (Nariño)
- 1961 - Sonia Heidman Gómez (Bolívar)
- 1962 - Martha Ligia Restrepo González (Atlántico)
- 1963 - Leonor Duplat San Juan (Cúcuta/Norte de Santander)
- 1964 - Martha Cecilia Calero Córdoba (Cali/Valle del Cauca)
- 1965 - Edna Margarita Rudd Lucena (Ibagué/Tolima)
- 1966 - Elsa Garrido Cajiao (Cauca)
- 1967 - Luz Elena Restrepo González (Atlántico)
- 1968 - Margarita María Reyes Zawadsky (Valle del Cauca)
- 1969 - María Luisa Riasco Velásquez (Antioquia)
- 1970 - Piedad Mejía Trujillo (Caldas)
- 1971 - María Luisa Lignarolo Martínez (Atlántico)
- 1972 - Ana Lucía Agudelo Correa (Valle del Cauca)
- 1973 - Ella Cecilia Escandón Palacios (Santander)
- 1974 - Martha Lucía Echeverry Trujillo (Valle del Cauca)
- 1975 - María Helena Reyes Abisambra (Bogotá)
- 1976 - Aura María Mojica Salcedo (Valle del Cauca)
- 1977 - Shirley Sáenz Starnes (Bogotá)
- 1978 - Ana Milena Parra Turbay (Santander)
- 1979 - María Patricia Arbeláez (Antioquia)
- 1980 - Nini Johanna Soto González (Santander)
- 1981 - María Teresa Gómez Fajardo (Antioquia)
- 1982 - Julie Pauline Sáenz Starnes (Bogotá)
- 1983 - Susana Caldas Lemaitre (Bolívar)
- 1984 - Sandra Borda Caldas (Bolívar)
- 1985 - María Mónica Urbina Plugiesse (Guajira)
- 1986 - Patricia López Ruíz (Antioquia)
- 1987 - Diana Patricia Arévalo Guerra (Santander)
- 1988 - María Teresa Eugorrola Hinojosa (Guajira)
- 1989 - Lizeth Yamile Mahecha Arévalo (Atlántico)
- 1990 - Maribel Gutiérrez Tinoco (Atlántico)
- 1991 - Paola Turbay Gómez (Bogotá)
- 1992 - Paula Andrea Betancur Arroyave (Amazonas)
- 1993 - Carolina Gómez Correa (Bogotá)
- 1994 - Tatiana Castro Abuchaibe (Cesar)
- 1995 - Lina María Gaviria Forero (Meta)
- 1996 - Claudia Elena Vásquez Ángel (Antioquia)
- 1997 - Silvia Fernanda Ortiz Guerra (Santander)
- 1998 - Marianella Maal Paccini (Atlántico)
- 1999 - Catalina Inés Acosta Albarracín (Cundinamarca)
- 2000 - Andrea María Nocetti Gómez (Cartagena)
- 2001 - Vanessa Alexandra Mendoza Bustos (Chocó)
- 2002 - Diana Lucia Mantilla Prada (Santander)
- 2003 - Catherine Daza Manchola (Valle del Cauca)
- 2004 - Adriana Cecilia Tarud Durán (Atlántico)
- 2005 - Valerie Domínguez Tarud (Atlántico)
- 2006 - Eileen Roca Torralvo (Cesar)
- 2007 - Taliana Maria Vargas Carrillo (Magdalena)
- 2008 - Michelle Rouillard Estrada (Cauca)
- 2009 - Natalia Navarro Galvis (Bolivar)
- 2010 - María Catalina Robayo Vargas (Valle)
- 2011 - Daniella Margarita Alvarez Vasquez (Atlántico)
- 2012 - Carmen Lucía Aldana Roldán (Valle)
- 2013 - Paulina Vega Dieppa (Atlantico)
- 2014 - Ariadna María Gutiérrez Arévalo (Sucre)
- 2015 - Jealisse Andrea Tovar Velásquez (Chocó)

## Rappresentanze internazionali

### Rappresentanti per Miss Universo
| Anno  | Rappresentante                          | Provenienza     | Piazzamento a Miss Universo |
| ----- | --------------------------------------- | --------------- | --------------------------- |
| 1958  | Luz Marina Zuluaga                      | Caldas          | Vincitrice                  |
| 1959  | Olga Beatriz Pumarejo Korkor            |                 | Top 15                      |
| 1960  | Stella Márquez Zawadsky                 | Nariño          | Top 15                      |
| 1961  | Patricia Whitman Owen                   |                 |                             |
| 1962  | Olga Lucia Botero Orozco                |                 | Top 15                      |
| 1963  | Maria Cristina Alvarez González         |                 | Semifinalista               |
| 1964  | Alba Virginia Ramírez Plaza             |                 | Top 15                      |
| 1965  | Maria Victoria Ocampo Gómez             | Bolívar         | Top 15                      |
| 1966  | Edna Margarita Rudd Lucena              | Tolima          | Top 15                      |
| 1967  | Elsa Maria Garrido Cajiao               | Cauca           |                             |
| 1968  | Luz Elena Restrepo González             | Atlántico       |                             |
| 1969  | Margarita Maria Reyes Zawadsky          | Atlántico       | Top 15                      |
| 1970  | Maria Luisa Riascos Velásquez           | Antioquia       |                             |
| 1971  | Piedad Mejía Trujillo                   | Caldas          |                             |
| 1972  | Maria Luisa Lignarolo Martínez-Aparicio | Atlántico       |                             |
| 1973  | Ana Lucía Agudelo Correa                | Valle del Cauca | Top 12                      |
| 1974  | Ella Cecilia Escandón Palacios          | Santander       | 4ª classificata             |
| 1975  | Marta Lucía Echeverri Trujillo          | Valle del Cauca | Top 12                      |
| 1976  | Maria Helena Reyes Abisambra            | Bogotà          | Top 12                      |
| 1977  | Aura Maria Mojica Salcedo               | Valle del Cauca | 4ª classificata             |
| 1978  | Mary Shirley Sáenz Starnes              | Bogotà          | 4ª classificata             |
| 1979  | Ana Milena Parra Turbay                 | Santander       |                             |
| 1980  | Maria Patricia Arbeláez Peláez          | Antioquia       | Top 12                      |
| 1981  | Ana Edilma (Eddy) Cano Puerta           |                 |                             |
| 1982  | Nadya Santacruz Quintero                |                 |                             |
| 1983  | Julie Pauline Sáenz Starnes             | Bogotà          |                             |
| 1984  | Susana Caldas Lemaitre                  | Bolívar         | 5ª classificata             |
| 1985  | Sandra Eugenia Borda Caldas             | Bolívar         |                             |
| 1986  | Maria Mónica Urbina Pugliesse           | La Guajira      | 3ª classificata             |
| 1987  | Maria Patricia López Ruiz               | Antioquia       |                             |
| 1988  | Diana Patricia Arévalo Guerra           | Santander       | Top 10                      |
| 1989  | Maria Teresa Egurrola Hinojosa          | La Guajira      |                             |
| 1990  | Lizeth Yamile Mahecha Arévalo           | Atlántico       | 3ª classificata             |
| 1991  | Maribel Gutiérrez Tinoco                | Atlántico       |                             |
| 1992  | Paola Turbay Gómez                      | Bogotà          | 2ª classificata             |
| 1993  | Paula Andrea Betancur Arroyave          | Amazonas        | 2ª classificata             |
| 1994  | Carolina Gómez Correa                   | Bogotà          | 2ª classificata             |
| 1995  | Tatiana Castro Abuchaibe                | Cesar           | Top 10                      |
| 1996  | Lina Maria Gaviria Forero               | Meta            |                             |
| 1997  | Claudia Elena Vásquez Ángels            | Antioquia       |                             |
| 1998  | Silvia Fernanda Ortiz Guerra            | Santander       | 5ª classificata             |
| 1999  | Marianella Maal Pacini                  | Atlántico       |                             |
| 2000  | Catalina Inés Acosta Albarracín         | Cundinamarca    | Top 10                      |
| 2001  | Andrea Maria Nocetti Gómez              | Cartagena       |                             |
| 2002  | Vanessa Alexandra Mendoza Bustos        | Chocó           |                             |
| 2003  | Diana Lucia Mantilla Prada              | Santander       |                             |
| 2004  | Catherine Daza Manchola                 | Valle del Cauca | Top 10                      |
| 2005  | Adriana Cecilia Tarud Durán             | Atlántico       |                             |
| 2006] | Valerie Domínguez Tarud                 | Atlántico       | Top 10                      |
| 2007  | Eileen Roca Torralvo                    | Cesar           |                             |
| 2008  | Taliana María Vargas Carrillo           | Magdalena       | 2ª classificata             |
| 2009  | Michelle Rouillard Estrada              | Cauca           |                             |
| 2010  | Natalia Navarro Galvis                  | Bolívar         | Top 15                      |
| 2011  | Catalina Robayo                         | Valle del Cauca | Top 15                      |
| 2012  | Daniella Margarita Alvarez Vasquez      | Atlántico       |                             |
| 2013  | Carmen Lucía Aldana Roldán              | Valle del Cauca |                             |
| 2014  | Paulina Vega Dieppa                     | Atlántico       | Vincitrice                  |
| 2015  | Ariadna María Gutiérrez Arévalo         | Sucre           | 2ª classificata             |
| 2016  | Jealisse Andrea Tovar Velásquez         | Chocó           | 3ª classificata             |
| 2017  | Laura González Ospina                   | Cartagena       | 2ª classificata             |
| 2018  | Valeria Morales Delgado                 | Valle del Cauca |                             |
| 2019  | Gabriela Tafur Nader                    | Valle del Cauca |                             |
| 2020  | María Fernanda Aristizábal Urrea        | Quindío         |                             |

### Rappresentanti per Miss International
| Anno | Rappresentante                          | Provenienza              | Piazzamento a Miss International |
| ---- | --------------------------------------- | ------------------------ | -------------------------------- |
| 1960 | Maria Stella Márquez Zawadzky           | Nariño                   | Vincitrice                       |
| 1961 | Wilma Kohlgruber Duque                  | Cundinamarca             |                                  |
| 1962 | Sonia Heidman Gómez                     | Bolívar                  |                                  |
| 1963 | Martha Ligia Restrepo González          | Atlántico                | Semifinalista                    |
| 1964 | Leonor Duplat Sanjuán                   | Norte de Santander       |                                  |
| 1965 | Regina Salcedo Herrera                  | Atlántico                |                                  |
| 1967 | Marta Lucia Guzmán Perdomo              | Cundinamarca             |                                  |
| 1968 | Rosario Barraza Villa                   |                          | Semifinalista                    |
| 1969 | Laura Fabiola Pimiento Barrera          | Cesar                    |                                  |
| 1971 | Patricia Escobar Rodríguez              | Bogotà                   | Semifinalista                    |
| 1972 | Lamia El Kouri Chaia                    | Valle                    | Semifinalista                    |
| 1973 | Tulia Inés Gómez Porras                 | Santander                | Semifinalista                    |
| 1974 | Beatriz del Carmen Cajiao Velasco       | Valle                    | Semifinalista                    |
| 1975 | Alina Maria Botero López                | Antioquia                | Semifinalista                    |
| 1976 | Alicia Sáenz Madrid                     | Antioquia                | Semifinalista                    |
| 1977 | Silvia Alicia Pombo Carrillo            | Bogotà                   |                                  |
| 1978 | Olga Lucia Prada Rodríguez              | Santander                |                                  |
| 1979 | Ivonne Margarita Guerra de la Espriella | Sucre                    |                                  |
| 1980 | Ana Maria Uribe Giraldo                 | Bogotà                   | Semifinalista                    |
| 1981 | Victoria Eugenia Cárdenas Gerlein       | Atlántico                | Semifinalista                    |
| 1982 | Adriana Rumié Gomes-Cásseres            | Bolívar                  | Semifinalista                    |
| 1983 | Marta Liliana Ruiz Orduz                | Santander                | Semifinalista                    |
| 1984 | Silvia Maritza Yunda Charry             | Huila                    |                                  |
| 1985 | Maria Pia Duque Rengifo                 | Huila                    | Semifinalista                    |
| 1986 | Maria del Carmen Zapata Valencia        | Antioquia                | Semifinalista                    |
| 1987 | Michelle Betancourt Vergara             | Atlántico                |                                  |
| 1988 | Adriana Maria Escobar Mejía             | Caldas                   | Semifinalista                    |
| 1989 | Clelia Alexandra Ablanque Moreno        | Valle                    |                                  |
| 1990 | Elsa Victoria Rivera Botero             | Caldas                   |                                  |
| 1991 | Mónica Maria Escobar Freydell           | Caldas                   | Semifinalista                    |
| 1992 | Lina Maria Marin Díaz                   | Risaralda                | Semifinalista                    |
| 1993 | Kathy Sáenz Herrera                     | Bogotà                   | Semifinalista                    |
| 1994 | Alexandra Betancur Marín                | Antioquia                | Semifinalista                    |
| 1995 | Iovana Soraya Grisales Castañeda        | Santander                | Semifinalista                    |
| 1996 | Claudia Inés de Torcoroma Mendoza Lemus | Norte de Santander       | 3ª classificata                  |
| 1997 | Ingrid Catherine Náder Haupt            | Atlántico                | Semifinalista                    |
| 1998 | Adriana Hurtado Novella                 | Valle del Cauca          | Semifinalista                    |
| 1999 | Paulina Margarita Gálvez Pineda         | Nariño                   | Vincitrice                       |
| 2000 | Carolina Cruz Osorio                    | Valle del Cauca          | Semifinalista                    |
| 2001 | Maria Rocio Stevenson Covo              | Bolivar                  | Semifinalista                    |
| 2002 | Consuelo Guzman Parra                   | Valle del Cauca          |                                  |
| 2003 | Isabel Sofia Cabrales Baquero           | Cartagena                |                                  |
| 2004 | Jeymmy Paola Vargas Gómez               | Cartagena                | Vincitrice                       |
| 2005 | Diana Arbeláez González                 | Valle del Cauca          | Semifinalista                    |
| 2006 | Karina Guerra Rodríguez                 | Chocó                    | Semifinalista                    |
| 2007 | Ana Milena Lamus Rodríguez              | La Guajira               |                                  |
| 2008 | Maria Cristina Diaz-Granados            | Bogotà                   | 2ª classificata                  |
| 2009 | Lina Marcela Mosquera Ochoa             | Chocó                    |                                  |
| 2010 | Leydi Viviana Gómez Cortés              | Meta                     |                                  |
| 2011 | Natalia Valenzuela Cutiva               | Huila                    |                                  |
| 2012 | Melissa Carolina Varón Ballesteros      | Magdalena                | Semifinalista                    |
| 2013 | Cindy Lorena Hermida Aguilar            | Huila                    | Top 5                            |
| 2014 | Zuleika Kiara Suárez Torrenegra         | San Andrés y Providencia | 2ª classificata                  |
| 2015 | Natalia Ochoa Calle                     | Antioquia                |                                  |
| 2016 | Yudi Daniela Herrera Avendaño           | Cesar                    |                                  |
| 2017 | Vanessa Pulgarín Monsalve               | Antioquia                |                                  |
| 2018 | María Alejandra Vengoechea Cárcamo      | Atlántico                |                                  |
| 2019 | María Alejandra Salazar Rojas           | Huila                    |                                  |